# MS Norman Atlantic
MS Norman Atlantic là một phà chở khách roll-on/roll-of thuộc sở hữu của Visemar di Navigazione tại Ý, và hiện đang cho Anek Lines thuê 
Con tàu có chiều dài 186.00 mét (610 ft 3 in), với một sườn ngang dài 25,60 m (84 ft 0 in) và tầm nước 6.71 m (22 ft 0 in). Tàu được đẩy bởi hai động cơ diesel MAN B & W 9L48 / 60B, có thể đẩy con tàu đạt 24 hải lý (44 km / h).
Ngày 28 tháng 12 năm 2014, Norman Atlantic bốc cháy khi đang chạy từ Patras đến Ancona. Một đám cháy xảy ra trên boong tàu xe ngay trước 06:00 giờ địa phương, nửa giờ sau khi rời cảng Igoumenitsa, Hy Lạp, một trạm trung gian, khi tàu mới cách 44 hải lý (81 km) về phía tây bắc của đảo Corfu, 33 hải lý (61 km) về phía tây bắc của đảo Othonoi.
Trên khoang có 234 người là công dân Hy Lạp, số còn lại thuộc nhiều quốc gia khác như Italy, Pháp, Áo, Hà Lan, Thổ Nhĩ Kỳ, Thụy Điển, Syria, Albania, Georgia.